# Kadashman-Enlil II
 (septembre 2018).
Si vous disposez d'ouvrages ou d'articles de référence ou si vous connaissez des sites web de qualité traitant du thème abordé ici, merci de compléter l'article en donnant les références utiles à sa vérifiabilité et en les liant à la section « Notes et références ».
Kadashman-Enlil II est un roi de Babylone de la dynastie kassite, qui a régné de 1263 à 1255 av. J.-C. Plusieurs inscriptions mentionnent des travaux qu'il a entrepris, notamment à Nippur. Les événements politiques de son règne sont mal connus. Un document intéressant mais d'interprétation difficile a été retrouvé dans la capitale hittite, Hattusha : une lettre adressée par le roi hittite Hattushili III à Kadashman-Enlil, mais qui est manifestement une copie d'une missive envoyée dont on ne sait si elle correspondait à celle qui est effectivement parvenue à Babylone. On y apprend que les relations d'ordinaire cordiales entre les deux cours ont connu une période de tensions en raison d'incompréhensions, ce qui n'empêche pas les échanges de médecins et de présents. Kadashman-Enlil a lui-même épousé une des filles du roi hittite, ce qui l'ancre dans la longue tradition des relations cordiales entre les deux royaumes.